# Alibi (film, 1937)
Az Alibi (eredeti francia címe L'Alibi) 1937-ben bemutatott fekete-fehér francia film. Rendezte Pierre Chenal, a főszerepben Erich von Stroheim és Albert Préjean. Magyarországon a filmet 1939. március 2-án mutatták be.

## Cselekménye
Winckler, a telepatikus képességével Párizsban fellépő professzor bosszúból mgöli Gordont, aki Amerikában gengszter volt és tönkretette őt. 
A varietében, ahol fellép, megismerkedik egy szegény leánnyal, Hélène-nel, és nagy összegért rábírja őt, hogy a rendőrségnek azt vallja: a lakásán együtt töltötték az éjszakát. Meg is mondja, hogy csupán alibire van szüksége, de azt nem, hogy miért. A nyomozás során a professzort is kihallgatják és elengedik, de a gyilkosságot kivizsgáló Calas rendőrfelügyelő nem veszi be a mesét. Megbízza egyik emberét, André Laurent-t, hogy a fiatal nőt udvarlás közben vegye rá a vallomásra. Hélène beleszeret Laurent-ba. Calas felügyelő cselből letartóztatja a fiatalembert, mire a lány megtörik és bevallja az igazat. Winkler szökni próbál, de végzete utóléri őt. Laurent közben szintén szerelmes lett a lányba, és a fiatalok egymásra találnak.

## Főbb szereplők
- Erich von Stroheim – Winckler professzor
- Albert Préjean – André Laurent
- Jany Holt – Hélène Ardouin
- Louis Jouvet – Calas rendőrfelügyelő
- Foun-Sen – Winckler segédje
- Véra Flory – Oktató, tréner, edző
- Génia Vaury – Oktató, tréner, edző
- Made Siamé – Calas tirkárnője
- Roger Blin – Kretz, Winckler embere
- Philippe Richard – John Gordon
- Jean Témerson – Jojo, Dany barátja
- Maurice Baquet – Gérard
- Pierre Labry – Első felügyelő
- Max Dalban – Második felügyelő
- Florence Marly – Gordon kedvese
- Margo Lion – Dany